# Takuya Haneda
Takuya Haneda (en japonés: 羽根田 卓也, Haneda Takuya; Toyota, 17 de julio de 1987) es un deportista japonés que compite en piragüismo en la modalidad de eslalon.
Participó en cinco Juegos Olímpicos de Verano, entre los años 2008 y 2024, obteniendo una medalla de bronce en Río de Janeiro 2016, en la prueba de C1 individual.

## Palmarés internacional
| Juegos Olímpicos | Juegos Olímpicos        | Juegos Olímpicos  | Juegos Olímpicos |
| Año              | Lugar                   | Medalla           | Competición      |
| ---------------- | ----------------------- | ----------------- | ---------------- |
| 2016             | Río de Janeiro (Brasil) | Medalla de bronce | C1 individual    |